# Stefan Sunajko
Stefan Sunajko (Sombor, 10 de abril de 1998) es un jugador de balonmano húngaro que juega de extremo izquierdo en el PLER KC. Es internacional con la selección de balonmano de Hungría.
Su primer gran campeonato con la selección fue el Campeonato Mundial de Balonmano Masculino de 2021.

## Palmarés

### Pick Szeged
- Liga húngara de balonmano (1): 2018
- Copa de Hungría de balonmano (1): 2019

### Vojvodina
- Liga de Serbia de balonmano (1): 2024

## Clubes
| Club              | País    | Año         |
| ----------------- | ------- | ----------- |
| SC Pick Szeged    | Hungría | 2016 - 2019 |
| IK Sävehof        | Suecia  | 2019 - 2020 |
| Tatabánya KC      | Hungría | 2020 - 2022 |
| HC Dinamo Pančevo | Serbia  | 2022 - 2023 |
| RK Vojvodina      | Serbia  | 2023 - 2024 |
| PLER KC           | Hungría | 2024 - Act. |